# JFAアカデミー今治
JFAアカデミー今治（ジェイエフエーアカデミーいまばり）は、日本サッカー協会（JFA）が愛媛県今治市と連携して推進する中学校3年間を対象としたエリート教育機関・養成システムである。

## 概要
2015年4月に愛媛県今治市朝倉上の今治市立上朝小学校（2014年3月に廃校）跡地に開校した。
アカデミーは日本サッカー協会が運営を手掛け、今治校は全国4校目で中四国初。堺校･熊本宇城校同様に、平日は寄宿舎で生活しながらアカデミーとしての活動を行い、週末･長期休暇中は帰宅し個々に地元のチームで練習や試合出場などの活動する。また、女子のみを受け入れている。
普段は上朝小学校を改装した寮で生活し、桜井海浜ふれあい広場サッカー場などで練習を行う。アカデミー生は全員、今治市立朝倉中学校に通学する。運営は今治市のNPO法人今治しまなみスポーツクラブが担っている。

## 沿革
- 2014年
  - 4月11日 - 日本サッカー協会が理事会でJFAアカデミーの候補地に愛媛県今治市を選定[3]。
  - 7月24日 - 日本サッカー協会が理事会でアカデミーの開校を承認[4]。
- 2015年
  - 4月8日 - 「JFAアカデミー今治」開校。

## 運営状況
- 2015年度 1期生（10名）入学。